# Araba egipteană
Limba arabă egipteană (ISO 639-2:arz) este o limbă vorbită de aproape 76 de milioane de egipteni, fiind varietatea de arabă înțeleasă poate cel mai mult, datorită popularitații filmelor și emisiunilor de televiziune egiptene.